# Příšerky útočí
Příšerky útočí (v originále Critters Attack!) je hororová komedie z roku 2019 a zároveň reboot filmu Critters z roku 1986. Jedná se o pátý titul ve franšíze Critters. Přestože se původně předpokládalo, že navrátivší se herečka Dee Wallaceová ztvární novou hrdinku, odlišnou od postavy Helen Brownové, sama Wallaceová potvrdila, že si zopakovala původní roli, jen s pozměněným jménem, aby se předešlo možným právním problémům.

## Děj
Vysokoškolačka Drea při hlídání dvou teenagerů zjistí, že v nedalekém lese přistáli mimozemské příšerky. Na scénu se brzy dostaví také záhadná teta Dee, která by s hladovými mezigalaktickými příšerami mohla mít vlastní zkušenost.

## Obsazení
| Tashiana Washingtonová | Drea           |
| Dee Wallaceová         | teta Dee       |
| Jaeden Noel            | Phillip        |
| Jack Fulton            | Jake           |
| Ava Prestonová         | Trissy         |
| Leon Clingman          | ranger Bob     |
| Vash Singh             | Kevin Loong    |
| Steve Blum             | hlasy Critterů |

## Výroba
22. října 2018 bylo oznámeno, že SYFY jedná o získání vysílacích práv k sérii Critters za účelem výroby nových pokračování. Natáčení začalo tajně v únoru 2019 v Jižní Africe. Film byl oficiálně oznámen 25. dubna 2019, kdy byl zároveň publikován trailer.

## Vydání
Film byl vydán 23. července 2019 na DVD a v digitální podobě. Na rozdíl od ostatních filmů ze série, které dostaly rating PG-13, tento byl zařazen do kategorie R, jelikož obsahuje více krve a násilí.

## Ohlasy
Od kritiků snímek obdržel smíšené reakce. Na Rotten Tomatoes má hodnocení 44% na základě 16 recenzí. Web Bloody Disgusting dal filmu dvě z pěti lebek a uvedl: „Pátý film trpí nevýrazným obsazením postav, pomalým tempem a hlavně nedostatkem šílené zábavy.“ Na ČSFD získal film 30% a na FDb 46%.